# اسمر شیندلر
اسمر شیندلر (۲۱ دسامبر ۱۸۶۷–۱۹ ژوئن ۱۹۲۷) نقاش آلمانی تربیت شده و متعلق به مدرسه هنرمندان درسدن (Dresden) بود. آثار او ترکیبی از امپرسیونیسم محسوب می‌شود.

## زندگی
اسمر شیندلر در ۲۲ دسامبر ۱۸۶۷ در روستای بورکهاردتسدورف متولد شد، اما در شهر کوچک بیشوفزوردا آلمان در ۳۳ کیلومتری شرق دردن رشد کرد. پدر اسمر وقتی او بسیار کوچک بود از دنیا رفت. در نوجوانی با حمایت عمویش در آکادمی هنر درسدن که در آن زمان اساتیدی مانند فردیناند پاولز و لئون پوله داشت به تحصیل پرداخت. از هم دوره ای‌های او در این مدرسه می‌توان به ساسا اشنایدر، هانس اونگر و ریچارد مولر اشاره کرد.

## آثار
آثار او بیشتر شامل مناظر، صحنه‌های تاریخی، فیگور و همچنین دکوراسیون داخلی ساختمانهای مختلف است.

## جنجال
یکی از آثار شیندلر مسخره کردن مسیح به کلیسای فیشرهود اهدا شد اما مرکز بحث و جدال در مورد یهودستیزی قلمداد شد.